# Andrés Dias de Escobar
 (octobre 2011).
Si vous disposez d'ouvrages ou d'articles de référence ou si vous connaissez des sites web de qualité traitant du thème abordé ici, merci de compléter l'article en donnant les références utiles à sa vérifiabilité et en les liant à la section « Notes et références ».
Pour les articles homonymes, voir Escobar.
Andrés Dias de Escobar, (1348-1448 ou 1431), appelé aussi Hispanus, de Randuf, Andrea Destabar ou Andres de Lisboa, religieux.

## Biographie
Membre de l'ordre de Saint Benoît, il est évêque de Ciudad Rodrigo en 1408, puis de Tabor, d'Ajaccio, et de Megara. Il participe au concile de Constance (1414-1418), de Bâle, (1431-1437) et de Ferrare-Florence (1437-39).